# Maharan Radi
Maharan Radi (in ebraico מהראן ראדי‎?; Sulam, 1º luglio 1982) è un calciatore israeliano, centrocampista svincolato.

## Carriera

### Club
Pur vestendo la maglia di 9 differenti club ha sempre giocato nel campionato israeliano.

### Nazionale
Ha esordito in nazionale nel 2012 durante le qualificazioni ai campionati mondiali del 2014, realizzando la sua unica rete nel match vinto 0-6 ai danni di Lussemburgo.

## Palmarès

### Club

#### Competizioni nazionali
- Campionato israeliano: 6

Maccabi Tel Aviv: 2012-2013, 2013-2014, 2014-2015
Hapoel Be'er Sheva: 2015-2016, 2016-2017, 2017-2018
- Coppa Toto Al: 1

Maccabi Tel Aviv: 2014-2015
- Coppa d'Israele: 1

Maccabi Tel Aviv: 2014-2015
- Supercoppa d'Israele: 1

Hapoel Be'er Sheva: 2017